# Music for People
Music for People è il secondo album in studio del gruppo musicale statunitense VAST, pubblicato il 12 settembre del 2000, dalla Elektra.

## Descrizione
L'unico singolo estratto è Free, seguito da un video che riesce a scalare le classifiche.
Si tratta dell'ultimo album del gruppo pubblicato sotto la Elektra Records, in quanto alla fine del mixaggio questa e la band si separano per varie divergenze.

## Tracce
Testi e musiche di Jon Crosby.
1. The Last One Alive – 3:38
2. Free – 3:07
3. I Don't Have Anything – 3:46
4. The Gates of Rock 'N' Roll – 3:24
5. What Else Do I Need – 3:37
6. Blue – 3:25
7. Land of Shame – 3:26
8. A Better Place – 3:23
9. Song Without a Name – 3:32
10. We Will Meet Again – 3:39
11. My TV and You – 2:40
12. Lady of Dreams – 2:53

## Classifiche
| Classifiche (2000) | Posizione massima |
| ------------------ | ----------------- |
| Germania           | 75                |
| Regno Unito        | 100               |
| Stati Uniti        | 142               |